# .ly
.ly es el dominio de nivel superior geográfico (ccTLD) para Libia.
Este también se usa para Acortadores de URL como bit.ly o cutt.ly.

## Otros usos
Muchas webs sin relación con Libia, como lingua.ly, musical.ly o AdFly hacen uso de este dominio, en los llamados Domain Hacks.